# Ibrahim al-Ja'fari
Ibrāhīm ʿAbd al-Karīm Hamza al-Ushayqir al-Jaʿfarī (al-Hindiyya, 25 marzo 1947) è un politico iracheno.
Ibrāhīm al-Jaʿfarī (arabo إبراهيم الجعفري) è stato primo ministro dell'Iraq nel Governo provvisorio iracheno dal 2005 al 2006, a seguito delle elezioni parlamentari del 15 dicembre 2005 e, in precedenza, uno dei due vice-presidenti dell'Iraq sotto il governo provvisorio iracheno dal 2004 al 2005, nonché il principale portavoce del Partito Islamico Da'wa.

Fu costretto a ritirare la sua candidatura a primo ministro del governo permanente a causa delle accuse di debolezza politica ricevute dal presidente degli Stati Uniti, George W. Bush.

## Gioventù
Nato come Ibrāhīm al-Ushayqir (arabo إبراهيم الأشيقر) ad al-Kindiyya, nella provincia di Kerbelāʾ, è un Sayyid (discendente cioè di Maometto) e il suo bisnonno, Sayyid Mahdi b. Sayyid ʿAlī b. Sayyid Bāqir al-Ushayqir, guidò la rivolta di Kerbelāʾ del 1876 contro l'Impero ottomano. La famiglia al-Ushayqir è originaria della cittadina di al-Ushayqir in quella che attualmente è l'Arabia Saudita. Jaʿfarī studiò medicina nell'Università di Mossul.

## Componente del Consiglio dei Rappresentanti
Aderì al Partito Islamico Da'wa nel 1968. Dopo essersi diplomato nel 1974, operò attivamente per il Partito in Iraq, che tentava di rovesciare il movimento secolarizzato del Baʿth. Lasciò l'Iraq per l'Iran nel 1980 e fu coinvolto nel movimento colà ostile a Saddam Hussein, partecipando alle attività del Consiglio Supremo per la Rivoluzione Islamica in Iraq, in rappresentanza del Partito Islamico Daʿwa. Adottò il nome di battaglia di al-Jaʿfarī mentre era in esilio, per proteggere la sua famiglia in Iraq dalle persecuzioni di Saddām. Si spostò a Londra nel 1989, diventando il portavoce del Partito al-Daʿwa nel Regno Unito e un importante componente del più ampio movimento anti-Saddām. Mentre si trovava nel Regno Unito, pronunciò numerosi sermoni religiosi, chiosando gli eventi iracheni.

## Guerra in Iraq e caduta di Saddām Hussein
Si oppose all'invasione anglo-statunitense del 2003, ma ritornò in patria subito dopo. Fu prescelto nel luglio del 2003 quale membro del Consiglio governativo iracheno, sostenuto dagli USA, e servì per un mese come primo presidente ad interim dell'Iraq post-Saddām. Il 1º giugno 2004 fu scelto per essere uno dei due vice-presidenti del Governo provvisorio iracheno.
Portò il Partito Islamico Da'wa nell'Alleanza Nazionale Irachena, una coalizione di partiti politici sciiti, e risultò essere il secondo nella lista dell'Alleanza, dopo il leader dello SCIRI, Abd al-Aziz Hakim.

## Elezioni

### Elezioni del gennaio 2005
A seguito delle elezioni costituenti irachene del gennaio 2005 la forza dell'Alleanza nel Parlamento lo propose come il candidato ideale per la funzione di nuovo primo ministro. Solo Ahmad Chalabī poté sfidarlo. Chalabī abbandonò tuttavia poco più tardi la competizione, non godendo del sostegno della maggioranza dei partiti dell'Alleanza, parzialmente colpiti da numerosi scandali di cui egli era stato protagonista. In tal modo al-Jaʿfarī rimase senza sfidanti e fu quindi designato Primo ministro il 7 aprile del 2005, a seguito dell'elezione il giorno precedente da parte della Presidenza del Consiglio dell'Iraq. Dopo un protratto periodo di negoziati che miravano a conseguire un'ampia base di consenso, al-Jaʿfarī e il suo Gabinetto ricevettero infine il voto favorevole dell'Assemblea nazionale il 28 aprile.

### Elezioni del dicembre 2005 e governo del 2006
Nelle elezioni parlamentari del 15 dicembre 2005, l'Alleanza ancora una volta conseguì la maggioranza dei consensi e, in accordo con la nuova Costituzione irachena, designò il primo ministro. I componenti dell'Alleanza Nazionale Irachena votarono scegliendo tra due candidati. Al-Jaʿfarī era uno dei due e l'altro era il membro dello SCIRI, Adel Abd al-Mahdi, un economista laico. al-Jaʿfarī vinse per un solo voto di scarto (64 - 63) e la sua vittoria fu spiegata con l'appoggio garantitogli dai membri dell'Alleanza vicini alle posizioni di Muqtada al-Sadr, che votarono in blocco per lui, contro il pericolo di uno Stato secolarizzato e non improntato, tutto sommato, ai valori dell'Islam sciita militante.
Nonostante questa affermazione, al-Jaʿfarī fu tuttavia sempre più associato col fallimento dell'ordine pubblico e con l'ingovernabile ondata di violenza che sconvolgeva il Paese e con la lentezza del ritorno alla normalità e a decenti servizi pubblici. Per questa ragione i sunniti, i curdi e i gruppi laici nel Parlamento rifiutarono di appoggiarlo fintanto che egli fosse rimasto Primo ministro, decretandone il fallimento politico. Il suo rifiuto di ritirarsi cominciò ad alienargli anche quanti lo avevano fino ad allora seguito, ma si ritiene che solo quando l'Ayatollah ʿAlī al-Sistānī intervenne, egli infine abbandonò la partita. Il governo di Washington aveva espresso tutta la sua insoddisfazione nei suoi confronti nei due mesi precedenti, con George W. Bush che aveva affermato che egli "non opera, non aiuta, non è consenziente", sollecitando di fatto la sua rimozione.
Gli succedette Nūrī al-Mālikī, segretario generale del Partito Islamico Daʿwa, nel maggio del 2007.

## Vita personale
Al-Jaʿfarī è sposato e ha 5 figli (3 femmine e 2 maschi), tutti residenti a Londra. Al-Jaʿfarī è noto per essere un oratore gradevole che fa ampio uso di uno stile elegante, con ampi squarci di riferimenti all'arabo e alla letteratura classica. Tim Russert ha rivelato che l'autore contemporaneo preferito da al-Jaʿfarī è il professore statunitense Noam Chomsky.

## Riforma Nazionale
Nel maggio del 2008, al-Jaʿfarī si è fatto promotore di un nuovo partito politico, chiamato Corrente per la Riforma Nazionale (in arabo تيار الإصلاح الوطني‎?, Tayyār al-Iṣlāḥ al-Waṭanī. È stato formalmente espulso di conseguenza dal Partito Islamico Daʿwa, e il suo partito è visto per lo più come un veicolo per riguadagnare il potere.